# Gerhard Grimmer
Gerhard Grimmer, född 6 april 1943 i Katharinaberg (nuvarande Hora Svaté Kateřiny i Tjeckien), död 9 oktober 2023 i Seligenthal i Siegburg, Nordrhein-Westfalen, var en tysk längdskidåkare som tävlade för det tidigare Östtyskland. Han blev världsmästare på 50 kilometer och i stafett 4×10 km. Han vann silver på 15 km vid Världsmästerskapen i nordisk skidsport 1974 i Falun. Han kom tvåa i Vasaloppet 1970 efter Lars-Arne Bölling. I 1975 års Vasalopp kom han trea då hans landsman Gert-Dietmar Klause segrade. Vid skid-VM 1970 i Vysoké Tatry tog han silver på 30 km och brons på 50 km.
Grimmer vann dessutom 1970 och 1971 femmilen i Holmenkollen.